# Ombret
Ombret – dzielnica (section) gminy Amay w Belgii, w Regionie Walońskim, w prowincji Liège, w okręgu Huy. 1 stycznia 2020 roku liczyła 830 mieszkańców. Do 31 grudnia 1976 r. samodzielna gmina. Leży nad Mozą.